# Obilnice

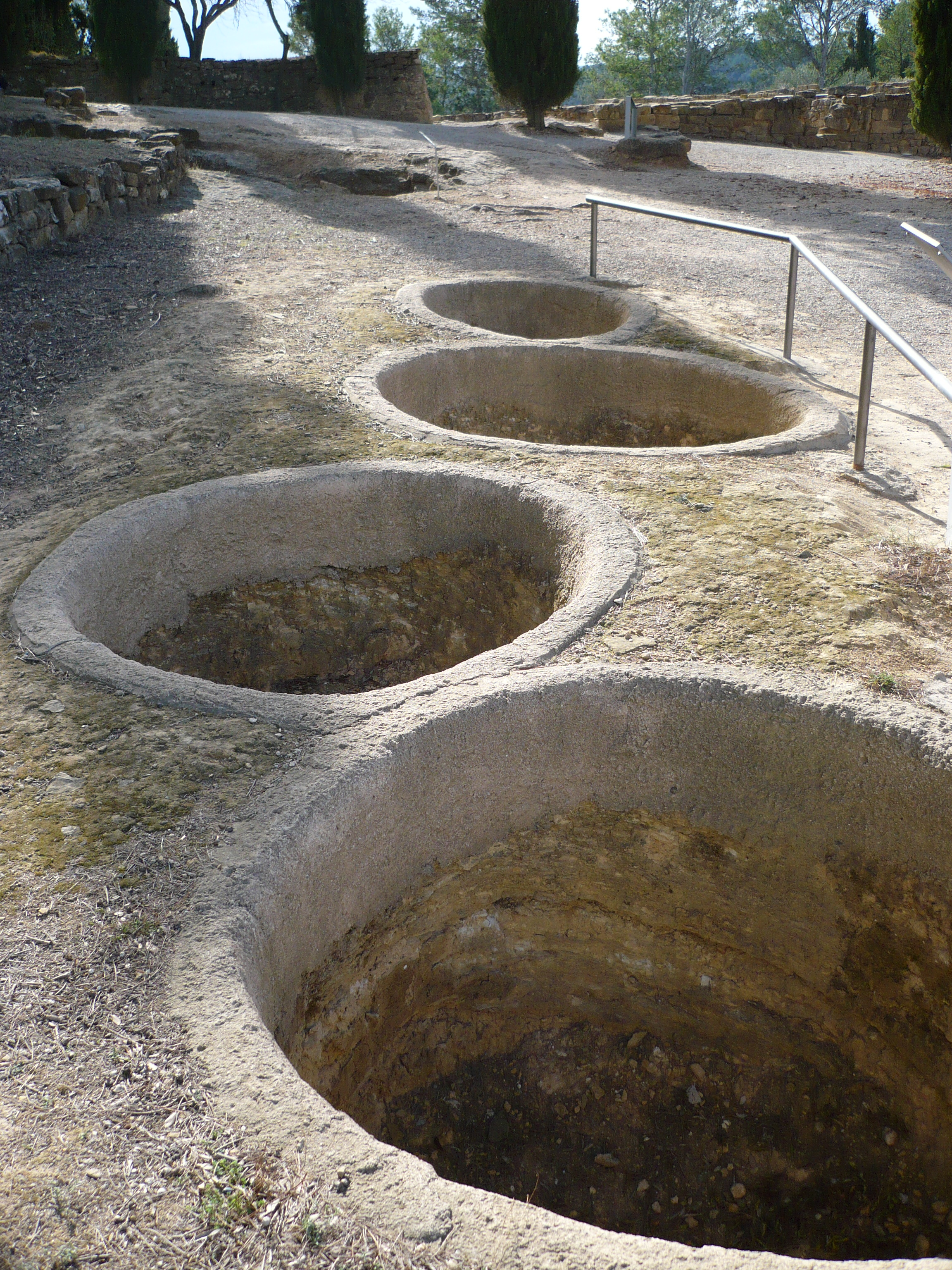
Obilní jámy (Ullastret, Katalánsko)

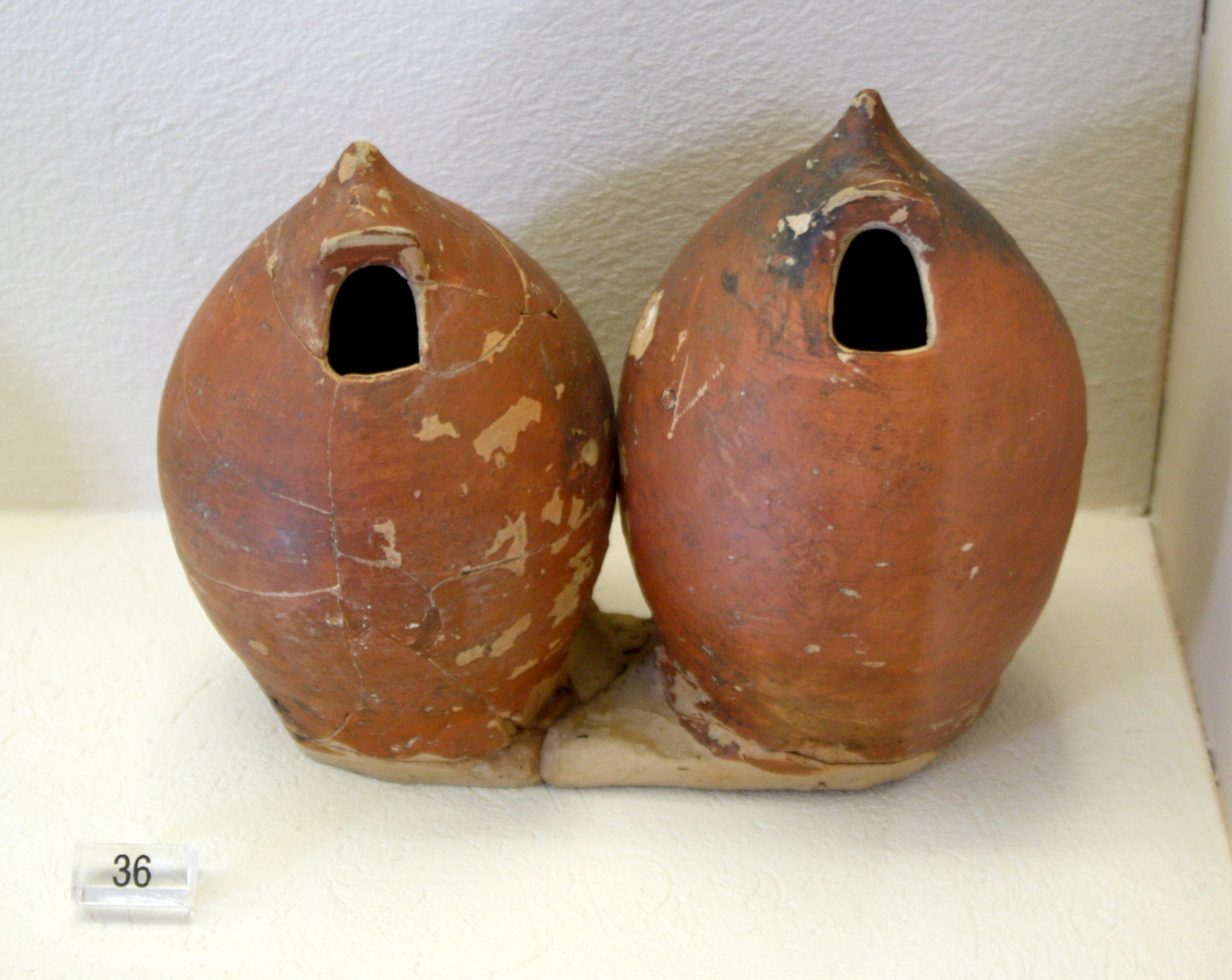
Řecké keramické obilnice. Kerameikos (Athény), 7. stol. př. n. l.

Obilnice je tradiční zařízení na dlouhodobé skladování obilnin. Účelem je ochrana zrní před plísněmi a škůdci, před klíčením a ovšem také zloději. Pro velká množství obilí je nahradily sýpky a v současnosti sila. 
Jako metafora se slovo obilnice užívá pro úrodné země či kraje, které produkují a vyvážejí obilí. „Obilnicí“ starověkého Říma byl Egypt, obilnicí Evropy Ukrajina, „obilnicemi světa“ jsou míněny např. Kanada, USA, Kazachstán, Ukrajina.

## Historie
Nejstarší obilnice byly patrně obilní jámy, vykopané v zemi a často vymazané jílem. Pokud byly blízko obydlí, hromadil se v nich oxid uhličitý, který bránil klíčení a zároveň hubil hlodavce. Z řeckého označení obilní jámy siros vzniklo moderní slovo silo. Později se jako obilnice užívaly i velké keramické nádoby, případně dřevěné truhly. Zde se obilí skladovalo na vzduchu a muselo se chránit hlavně před hlodavci a vlhkostí. 